# Kbelnice
Kbelnice település Csehországban, a Jičíni járásban. Kbelnice Brada-Rybníček, Dílce és Jičín településekkel határos. Lakosainak száma 232 fő (2024. január 1.).

## Népesség
A település lakosságának változását az alábbi diagram mutatja:
| Lakosok száma | 278  | 304  | 295  | 211  | 123  | 127  | 206  | 217  | 221  | 232  |
|               | 1869 | 1890 | 1921 | 1950 | 1980 | 2001 | 2017 | 2019 | 2022 | 2024 |